# Protoschizomus sprousei
Espèce
Protoschizomus sprousei est une espèce de schizomides de la famille des Protoschizomidae.

## Distribution
Cette espèce est endémique du Tamaulipas au Mexique,. Elle se rencontre dans la grotte Cueva del Tecolote à Los San Pedro dans la municipalité de Güémez à 1 450 m d'altitude.

## Description
Le mâle holotype mesure 6,12 mm.

## Étymologie
Cette espèce est nommée en l'honneur de Peter S. Sprouse.

## Publication originale
- Cokendolpher & Reddell, 1992 : Revision of the Protoschizomidae (Arachnida: Schizomida) with notes on the phylogeny of the order. Texas Memorial Museum Speleological Monograph, vol. 3, p. 31-74.